# Scymnomorphus colombianus
Scymnomorphus colombianus (лат.) — вид божьих коровок рода Scymnomorphus из подсемейства Microweiseinae. Неотропика: Колумбия (Валье-дель-Каука).

## Описание
Мелкие жуки (длина около 1 мм, до 1,5 мм), по форме удлинённые, овальные. Голова и переднеспинка светло-красновато-коричневые, последняя с передне-боковой линией, соединяющейся с боковым краем. Надкрылья темные красновато-черные, светлее к вершине, с латеральной полосой по краю надкрылий. Подкрыловой валик темный красновато-коричневый, вершинные вентриты светлее. Усики, нижние челюсти и ноги желтовато-коричневые. Голова не очень блестящая, с мелкими точками, более густыми на переднеспинке и еще более густыми на надкрыльях.